# ESO 146-5
ESO 146-5 (również ESO 146-IG 005) – galaktyka znajdująca się w konstelacji Indianina w odległości około 1,4 miliarda lat świetlnych od Ziemi. Galaktyka ta należy do gromady Abell 3827.
Galaktyka ESO 146-5 jest najbardziej masywną znaną galaktyką. Jej masa sięga 30×1012 mas Słońca, co oznacza, że jest 50 razy bardziej masywna niż Droga Mleczna. Galaktyka ta zawiera cztery jądra galaktyczne, co dowodzi, że powstała ona w wyniku wielokrotnych zderzeń galaktyk. Dodatkowo bliskie otoczenie przez inne galaktyki wskazuje, że proces łączenia się galaktyk i kumulowania masy przez ESO 146-5 jeszcze się nie zakończył.
ESO 146-5 działa jak typowa soczewka grawitacyjna. Znajdujące się w odległościach 2,7 i 5,1 miliarda lat świetlnych dwie galaktyki, widoczne na zdjęciach w postaci łuków wokół ESO 146-5, pozwoliły oszacować jej masę. Obecność obrazów dwóch różnych obiektów pozwoliła na dokładne wyliczenia, a ich wynik okazał się dziesięciokrotnie większy od wcześniejszych przewidywań, opartych na obserwacjach promieniowania rentgenowskiego emitowanego przez supermasywną czarną dziurę znajdującą się w centrum ESO 146-5.